# 鈍色のバタフライ
『鈍色のバタフライ』（にびいろのバタフライ）は、ケムコより配信されているゲームソフト。2010年8月18日にマジテックとの共同名義で携帯電話向けアプリとして配信。2012年9月13日にAndroid向けアプリとして配信された。

## あらすじ
夏休みに白昼堂々拉致された主人公と仲間たち。「バタフライゲーム」と呼ばれる、生死に関わるゲームを強要された9人は、やがてその本性を露わにしていく。

## 登場人物
鳴河 大介（なるかわ だいすけ）
本作の主人公。高校2年生。5月7日生まれ。両親と妹を幼い頃に亡くした天涯孤独の身。
鷹瀬 レイ（たかせ れい）
大介の後輩で高校1年生。3月9日生まれ。失声症のため、スケッチブックの筆談でコミュニケーションを取っている。大介の妹の面影を持っている。
鷺ノ宮 桜（さぎのみや さくら）
大介の同級生で、幼馴染。10月15日生まれ。資産家の一人娘で知的ゲームに詳しく、ルールを聞いた後人狼ゲームの名を挙げた。
森野 璃々子（もりの りりこ）
大介の同級生。6月29日生まれ。ほのぼのとした雰囲気の女性。家事が得意なため、監禁中の料理等を任される立場になる。
桐生 つばさ（きりゅう つばさ）
大介の同級生。2月15日生まれ。いつも女子を口説いているため、仲間からは「軽薄バカ」と呼ばれている。
清原 祐二（きよはら ゆうじ）
大介の同級生で、幼馴染。7月25日生まれ。運動神経はいいが頭は悪く、ゲームのルールや桜の説明についていけないことがある。仲間からは「筋肉バカ」と呼ばれている。
ルナ・エカルラート・月島（つきしま）
大介の同級生。1月22日生まれ。12歳だが、海外で飛び級している為、小学校と高校を掛け持ちしている。病弱のため、食事制限がかけられている。
水無瀬 まい（みなせ まい）
大介の同級生。2月24日生まれ。明るい性格のムードメーカー的存在。仲間たちのことは自分がつけたあだ名で呼ぶことが多い。
神崎 巴（かんざき ともえ）
大介の同級生。5月24日生まれ。真面目な性格で、ルナと仲が良い。

## バタフライゲーム

### ゲームのルール
- プレイヤーは参加前に体内に毒入りカプセルが埋め込まれている。
- ルールを破った者は、主催者が遠隔操作で対象プレイヤーのカプセルを破裂させる。
- このゲームでの敗北は、死亡と同義である。
- 特定のプレイヤーを除き、夜の午前0時から7時の間は自室にいなければならない。午前0時の10分前に警告の放送が入る。
- 午前0時から全個室が施錠される。プレイヤーの役割によってはこの間に能力を使用する者もいる。
- 夜・昼問わず、施錠された他人の部屋にいてはならない。
- 脱出のために壁を壊すなど、ゲームのルールを破る目的での破壊行為は禁止。なお、その意図はなくてもあまりにも著しい場合には警告が入ることがある。
- 首謀者の勝利条件は、生存しているプレイヤーが自分を含めて2名になることである。この時点で首謀者が勝者となり、もう1人のプレイヤーは敗北となる。
- 首謀者以外のプレイヤーの勝利条件は、首謀者を敗北させることである。そのための手段として「告発」というシステムが用意されている。
- 「告発」は、会場内で特定のプレイヤーを首謀者と特定する旨を宣言することで行われる。また、自室のパソコンの告発ツールを使うことや、物証を発見する目的で他プレイヤーの身体検査を行うことでも成立する。
- 告発された相手が首謀者だった場合は、首謀者の敗北となり、その時生存しているプレイヤー全員が勝利となる。告発された相手が首謀者以外だった場合は、告発したプレイヤーが死亡する。

### ゲームにおける役割
共有者
参加者のうち2人に与えられる能力。自室のパソコンで共有者同士のチャット通信を行うことができる。
モチーフとして、ナミアゲハとキアゲハが描かれている。
診断者
ゲーム中1回だけ、生存しているプレイヤーのうち1人の役割が何であるかを調べることができる。
モチーフとして、クロテンシロチョウが描かれている。
守護者
夜時間に指定したプレイヤー1名の個室の扉を午前7時まで解錠されないようにする。首謀者を指定した場合、この効果は無効。自分を指定することも可能。
モチーフとして、ヤエヤマムラサキが描かれている。
交換者
夜時間に以下の二つの行動のどちらかを選ぶ。
1. 自分が首謀者のターゲットになった場合のみ、自分の指定したプレイヤーが代わりにターゲットとなる。
2. その日の首謀者のターゲットを、強制的に自分自身に変更する。

モチーフとして、メネラウスモルフォが描かれている。
造反者
自室のパソコンを通して首謀者から命令が届いた場合、それに従わなければならない。命令の効力は届いた日の午前7時から翌日の0時まで。命令を達成できなかった場合、敗北する。首謀者が出せる命令は、ゲーム中5つまでで、造反者の死亡が不可避となる命令は無効となる（意図的にルール違反を犯せ、など）。また、命令とは別にメッセージが届く場合もあるが、こちらは特に拘束力はない。
造反者は、「告発」を行うことはできない。
真偽に関わらず、造反者を自分から名乗り出ることはできない。
モチーフとして、オオゴマダラが描かれている。
隠遁者
このプレイヤーは自室の金庫に入っている毒と薬の入った注射器を1本ずつ自由に使用することができる。薬は事前に投与することで、1日の間毒1回分の効果を予防することができる。
ゲーム中1回のみ、夜時間に首謀者の扉の代わりに自室の扉が解錠されることを選んで良い。この時、その日首謀者が選んだターゲットの個室へ自由に行き来できる。
生存者が4人になった時点で、以下の条件のどちらかを満たしていれば、隠遁者はゲームに勝利する。
1. 毒を使ってプレイヤーを殺害した。
2. 薬を使ってプレイヤー（自分を含む）を治療した。

なお、隠遁者がゲームに勝利しても、他プレイヤーの敗北にはならず、隠遁者が抜けた状態でゲームは続行される。
モチーフとして、ヒトリガが描かれている。
首謀者
このプレイヤーは自室の金庫に入っている毒の入った注射器を8本自由に使用することができる。
夜時間にターゲットとして他プレイヤーを1人選ぶ。午前1時から1時間、自室とターゲットの個室の鍵が解錠され、自由に行き来することができる。ターゲットの部屋には筋弛緩ガスが散布されるため、ターゲットの抵抗を受けることなく殺害することが可能。
ゲーム開始後8日目の午前0時までに勝利していない場合は、首謀者の敗北となる。
モチーフとして、ドルーリーオオアゲハが描かれている。
犠牲者
ゲーム開始後1日目の夜に自動的に首謀者のターゲットとなる。首謀者（もしくは隠遁者）が犠牲者を殺害に向かわなかった場合は、主催者から死が与えられる。犠牲者の死の様子は、他プレイヤーの自室のパソコンで中継される。
なお、犠牲者が死亡するまでこの役職の存在は伏せられている。
モチーフとして、モンシロチョウが描かれている。